# Olav Johan Sopp
Olav Johan Sopp (till 1907 Johan-Olsen),  född 6 oktober 1860 i Hamar, död 14 augusti 1931 i Kapp, Østre Toten, var en norsk mykolog och näringsfysiolog.
Sopp blev candidatus medicinæ 1888, var från 1882 assistent hos Axel Blytt och Hjalmar Heiberg och 1885–87 hos grundläggaren av den moderna mykologin Oscar Brefeld i München, där han deltog i utarbetandet av dennes "Untersuchungen aus dem Gesamtgebiete der Mykologie". I München utarbetade Sopp Norske Aspergillus-arter, udviklingshistorisk studerede (Kristiania  Videnskabsselskabs forhandlinger, 1886) och Om sop paa klipfisk (ibid. 1887). 
Åren 1887–90 var Sopp anställd som jäsningsfysiolog vid Ringnes Bryggeri i Kristiania, och från 1891 var han föreståndare för en fabrik i Toten för tillämpning av en av honom uppfunnen metod att framställa osockrad, kondenserad mjölk (fabriken och patentet såldes 1897 till schweiziska firman Nestlé). År 1903 tog Sopp doktorsgraden vid Kristiania universitet på avhandlingen Om sop paa levende jordbund. 
Sopp utförde i Norge ett grundläggande arbete för mykologins tillämpning på det praktiska livet. Han arbetade ivrigt för matsvampars användning som näringsmedel, för planmässig användning av renodlad ostjäst (1887–1904), införande av renodlad öljäst i bryggerierna (1887–90), systematisk användning av antiseptik-aseptik och nästan obegränsat varaktig sterilisering i mjölkhanteringen (från 1888), för förtäring av surmjölk, yoghurt och dylikt (1907–14) och vetenskaplig kontroll över konservfabrikationen (från 1915).
Bland Sopps många populärskrifter kan nämnas Om øllet og dets udvikling fra oldtid til nutid (1900), Om opbevaring av levnetsmidler til husbruk (1901; fjärde upplagan 1919), Alkohol, et indlæg mot forbudsbevægelsen (1906), Sopbogen (1907), Hverdagslivets soplære (1911) och Om konservering (1922). Därjämte var han utomordentligt verksam som journalist och föreläsare.